# Something Ventured
Something Ventured é um documentário de 2011 que investiga o surgimento do capital de risco americano no meio do século 20. Something Ventured segue as histórias dos capitalistas de risco que trabalharam com empresários que iniciaram e construíram empresas como a Apple, Intel, Genentech, Cisco, Atari, Tandem, e outras. Something Ventured é um filme independente de longa-metragem que inclui entrevistas com proeminentes capitalistas de risco americanos e empresários das décadas de 60, 70 e 80, assim como um arquivo de fotografias e filmagens. Está disponível no iTunes, Netflix, Amazon.com e é do Zeitgeist Films.
Something Ventured apresenta os capitalistas de risco  Arthur Rock, Tom Perkins, Don Valentine, Dick Kramlich, Reid Dennis, Bill Draper, Pitch Johnson, Bill Bowes, Bill Edwards, e Jim Gaither. Os empresários apresentados em Something Ventured são Gordon Moore (co-fundador da Intel), Jimmy Treybig (fundador da Tandem), Nolan Bushnell (fundador da Atari), Dr. Herbert Boyer (co-fundador da Genentech), Mike Markkula (segundo presidente/CEO da Apple), Sandy Lerner (co-fundador da Cisco), John Morgridge (mais novo CEO da Cisco), e Robert Campbell (fundador do que se tornaria a PowerPoint).
Narrado pelo autor Po Bronson, Something Ventured foi premiado no South by Southwest Film Festival (SWSX) em Março de 2011. Somenthing Ventured foi concebido por Paul Holland do Foundation Capital, que foi o produtor executivo do filme com o produtor co-executivo Molly Davis do Rainmaker Communications. Something Ventured foi dirigido por cineastas premiados do Emmy: Dan Geller e Dayna Goldfine. O parceiro de distribuição norte americano do Something Ventured é a Zeitgeist Films.

## Produção
Produtor Executivo: Paul Holland e Molly Davis
Diretor: Dayna Goldfine e Dan Geller
Produtor: Dayna Goldfine, Dan Geller e Celeste Schaefer Snyder
Editor: Jen Bradwell e Gary Weimberg
Música Original e Marca: Laura Karpman
Narrador: Po Bronson
Cinematografia: Dan Geller
Som: Richard Beggs